# Course en ligne féminine de cyclisme sur route aux Jeux olympiques d'été de 1988
Navigation
Los Angeles 1984 Barcelone 1992
La course en ligne féminine de cyclisme sur route, épreuve de cyclisme des Jeux olympiques d'été de 1988, a lieu le 26 septembre 1988 à Séoul en Corée du Sud. La course s'est déroulée sur 82 km.
La Néerlandaise Monique Knol s'est imposée, après 2 h 0 min 52 s de course, à une vitesse moyenne de 40,706 km/h. Elle a devancé l'Allemande Jutta Niehaus et la Soviétique Laima Zilporite. Sur 53 coureuses partantes, trois ont abandonné et 50 sont classées.

## Résultats
| Rang                                | Cycliste              | Pays                        | Temps           |
| ----------------------------------- | --------------------- | --------------------------- | --------------- |
| Médaille d'or, Jeux olympiques      | Monique Knol          | Pays-Bas                    | 2 h 0 min 52 s  |
| Médaille d'argent, Jeux olympiques  | Jutta Niehaus         | Allemagne de l'Ouest        | –               |
| Médaille de bronze, Jeux olympiques | Laima Zilporite       | Union soviétique            | –               |
| 4                                   | Geneviève Brunet      | Canada                      | –               |
| 5                                   | Valentina Yevpak      | Union soviétique            | –               |
| 6                                   | Maria Blower          | Grande-Bretagne             | –               |
| 7                                   | Marie Holjer          | Suède                       | –               |
| 8                                   | Inga Thompson         | États-Unis                  | –               |
| 9                                   | Sally Hodge           | Grande-Bretagne             | –               |
| 10                                  | Catherine Marsal      | France                      | –               |
| 11                                  | Lisa Brambani         | Grande-Bretagne             | –               |
| 12                                  | Ines Varenkamp        | Allemagne de l'Ouest        | –               |
| 13                                  | Viola Paulitz         | Allemagne de l'Ouest        | –               |
| 14                                  | Bunki Bankaitis-Davis | États-Unis                  | –               |
| 15                                  | Imelda Chiappa        | Italie                      | –               |
| 16                                  | Sally Zack            | États-Unis                  | –               |
| 17                                  | Yvonne Elkuch         | Liechtenstein               | –               |
| 18                                  | Edith Schönenberger   | Suisse                      | –               |
| 19                                  | Heleen Hage           | Pays-Bas                    | –               |
| 20                                  | Unni Larsen           | Norvège                     | –               |
| 21                                  | Jeannie Longo         | France                      | –               |
| 22                                  | Elizabeth Hepple      | Australie                   | –               |
| 23                                  | Kristel Werckx        | Belgique                    | –               |
| 24                                  | Suyan Lu              | Chine                       | –               |
| 25                                  | Angela Ranft          | Allemagne de l'Est          | –               |
| 26                                  | Paula Westher         | Suède                       | –               |
| 27                                  | Donna Gould           | Australie                   | –               |
| 28                                  | Cécile Odin           | France                      | –               |
| 29                                  | Kathleen Shannon      | Australie                   | –               |
| 30                                  | Terumi Ogura          | Japon                       | –               |
| 31                                  | Kim Kyung-Sook        | Corée du Sud                | –               |
| 32                                  | Maria Canins          | Italie                      | –               |
| 33                                  | Yinhua Yan            | Chine                       | –               |
| 34                                  | Alla Jakovleva        | Union soviétique            | –               |
| 35                                  | Astrid Danielsen      | Norvège                     | –               |
| 36                                  | Agnes Dusart          | Belgique                    | –               |
| 37                                  | Noh Yum-Joo           | Corée du Sud                | –               |
| 38                                  | Kelly-Ann Way         | Canada                      | –               |
| 39                                  | Sara Neil             | Canada                      | –               |
| 40                                  | Barbara Ganz          | Suisse                      | –               |
| 41                                  | Brigitte Gyr-Gschwend | Suisse                      | –               |
| 42                                  | Karina Skibby         | Danemark                    | –               |
| 43                                  | Tea Vikstedt-Nyman    | Finlande                    | –               |
| 44                                  | Marianne Berglund     | Suède                       | –               |
| 45                                  | Roberta Bonanomi      | Italie                      | –               |
| 46                                  | Cora Westland         | Pays-Bas                    | 2 h 1 min 50 s  |
| 47                                  | Weixiu Chen           | Chine                       | –               |
| 48                                  | Stephanie McKnight    | Îles Vierges des États-Unis | –               |
| 49                                  | Hong Young-Mi         | Corée du Sud                | 2 h 3 min 24 s  |
| 50                                  | Natsue Seki           | Japon                       | 2 h 14 min 32 s |
| –                                   | Petra Rossner         | Allemagne de l'Est          | abandon         |
| –                                   | Madonna Harris        | Nouvelle-Zélande            | abandon         |
| –                                   | Hsiu-Chen Yang        | Taipei chinois              | abandon         |